# Salvatorstraße
Die Salvatorstraße in der Münchner Altstadt beginnt an der Theatinerstraße beim sogenannten Ruhebogen und zieht sich nach Westen bis zum Rochusberg.

## Geschichte
Die Salvatorstraße wird nach der ehemaligen kleinen St. Salvatorkirche benannt, welche als „Unseres Herrn Kirche“ früher (seit 1413) vor dem „neuen Schwabingerthore“ gelegen, 1493 hierher versetzt worden ist. Die Bezeichnung „Kuhbogen“ hat sich bei älteren Münchner erhalten. Damals hieß ein dort ansässiges Gefängnis Keuche oder Kuche, woher diese Benennung eher stammen könnte, obwohl sie Anfang des 19. Jahrhunderts eigentlich „Berchembogen“ hieß, nach dem an und darüber gebauten Haus eines Grafen von Berchem. Die Salvatorkirche ist die ehemalige katholische Friedhofskirche der Frauenkirche. Seit 1829 ist St. Salvator der Griechisch-Orthodoxen Metropolie von Deutschland überlassen. Sie wird von der Griechisch-Orthodoxen Gemeinde in der Übersetzung als „Verklärung des Erlösers“ genannt (Ι.Ν. Μεταμορφώσεως του Σωτήρος).

## Lage
Die Salvatorstraße beginnt an der Theatinerstraße beim sogenannten Ruhebogen. Die ersten 50 Meter ab der Theatinerstraße sind Fußgängerzone, wodurch der Rest der Straße ab den kreuzenden Straßen Kardinal-Faulhaber-Straße und Salvatorplatz zur Sackgasse wird. Ab dieser Kreuzung verläuft sie nach Westen bis zum Rochusberg, wo die Jungfernturmstraße dazu stößt. Die nördliche Seite der Sackgasse nimmt im Haus Nr. 2 das Bayerische Staatsministerium für Unterricht und Kultus ein. Die Salvatorpassage führt von der Salvatorstraße Nr. 3 zu den Fünf Höfen, einer Einkaufspassage, die auf rund 14.000 m² rund 60 Ladengeschäfte und auf rund 2.500 m² acht Cafés und Restaurants bietet. Sie umfassen auch die Kunsthalle der Hypo-Kulturstiftung. Gegenüber ist der Eingang zum Theatinerhof. An der Salvatorstraße Nr. 17 befindet sich die Salvatorkirche, an die sich die Salvatorgarage anschließt. An der Salvatorstr. Nr. 18 bietet eine Zweigstelle des Buchhandels Hugendubel englischsprachige Bücher und internationale Autoren an.

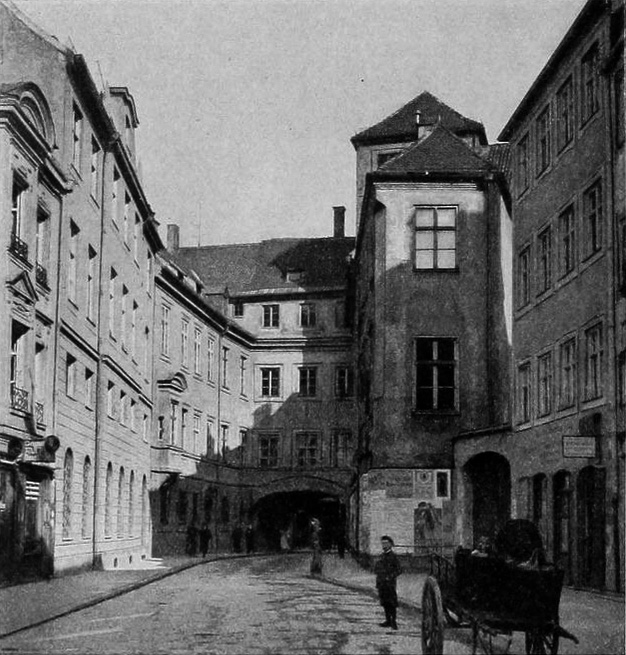
Das Münchner Palais Berchem samt dem sogenannten Kühbogen von der Salvatorstraße Richtung Theatinerstraße gesehen
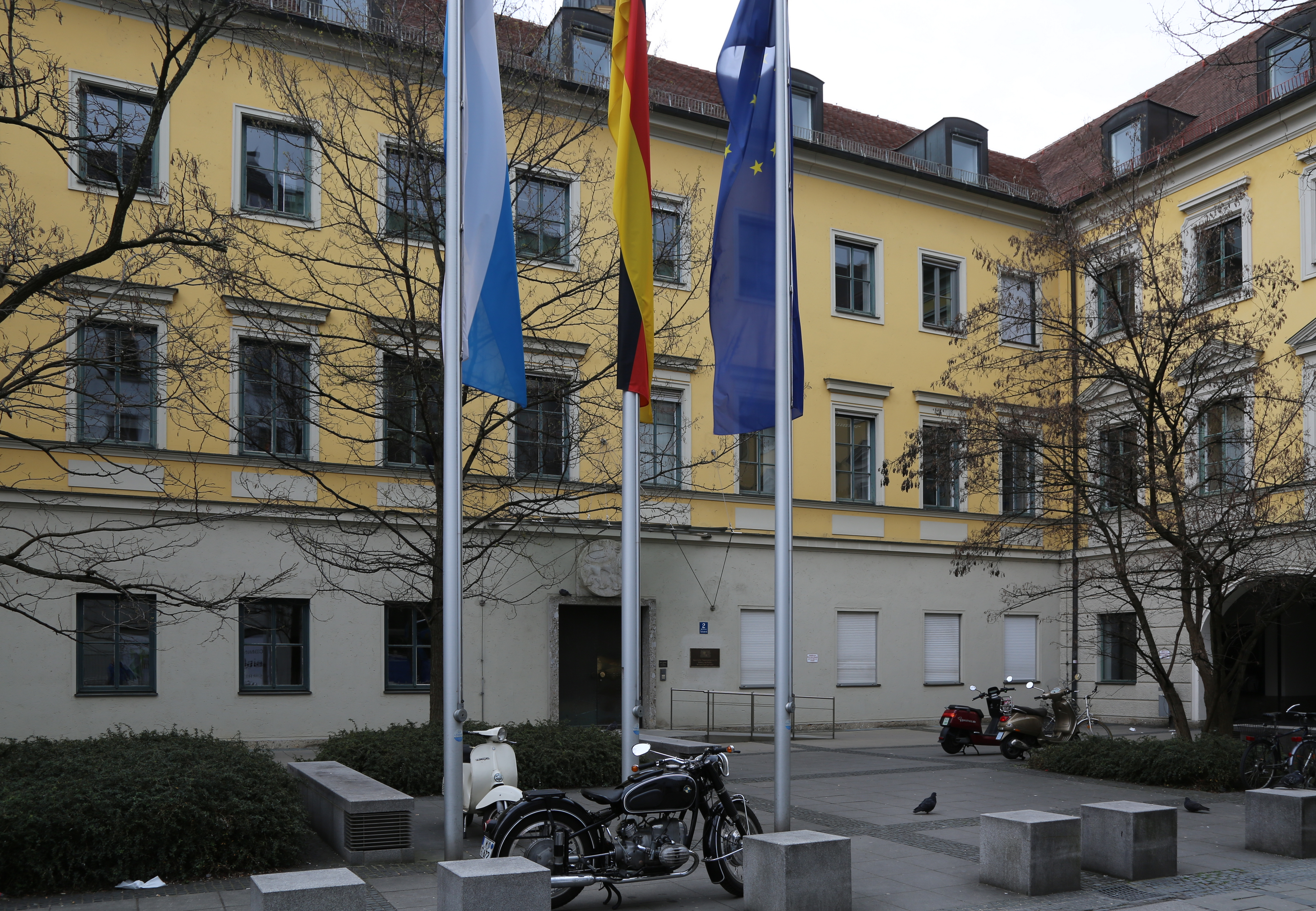
Bayerisches Staatsministerium für Unterricht und Kultus, Haupteingang Salvatorstraße 2
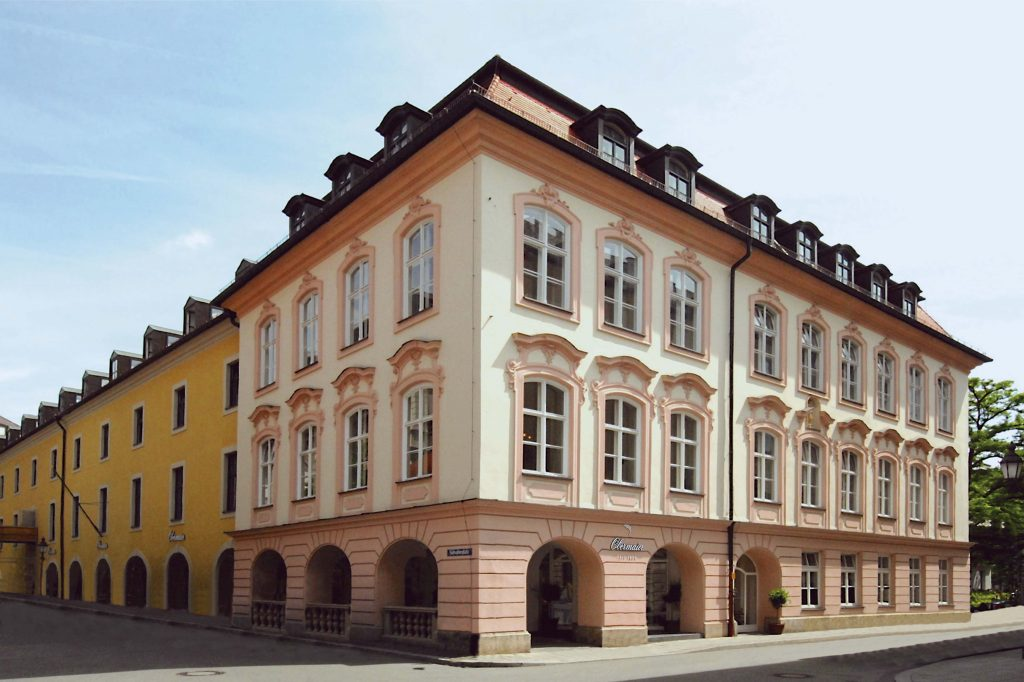
Salvatorstraße 2
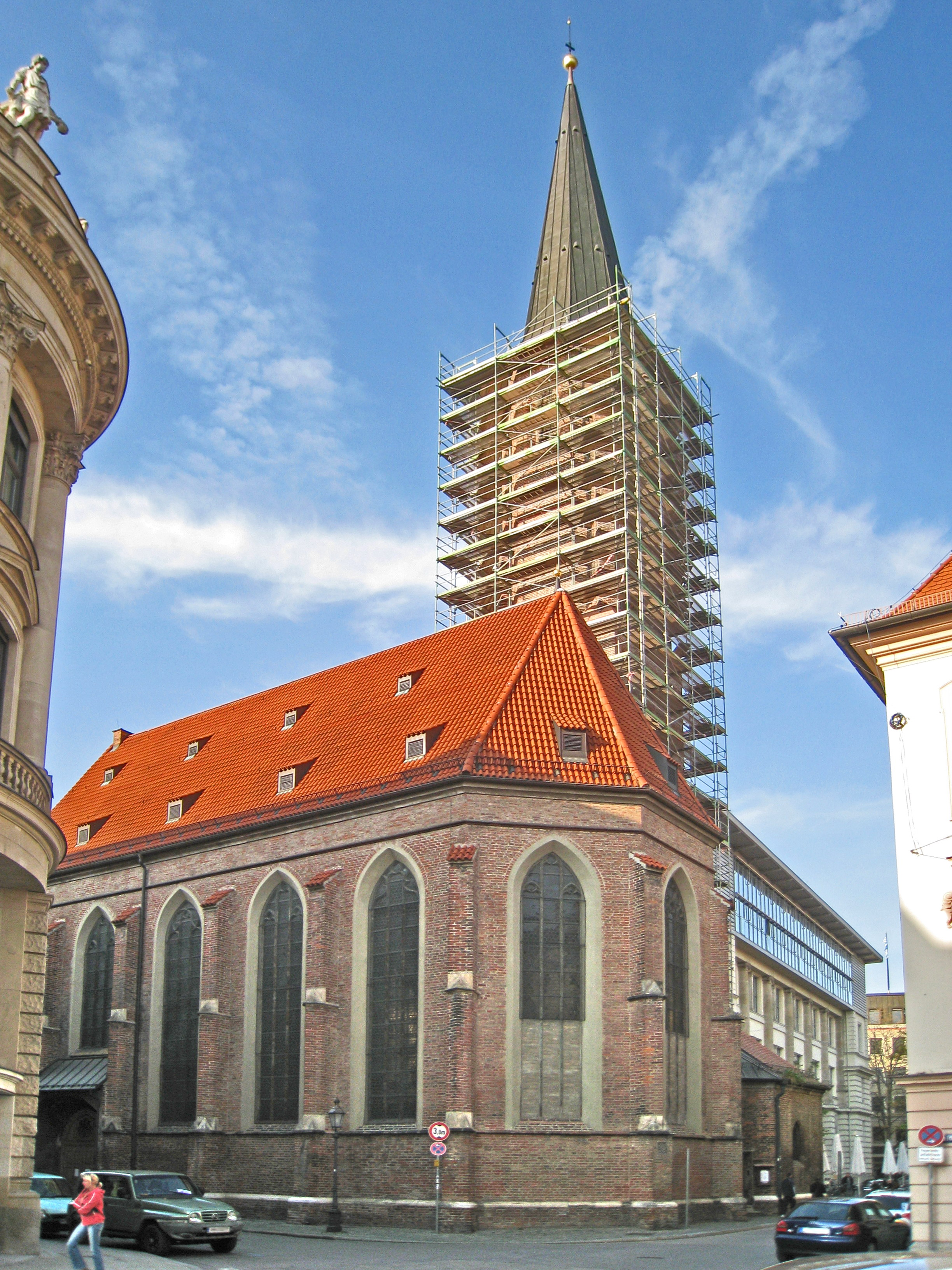
Salvatorstraße mit Blick auf die Salvatorkirche an der Kreuzung mit dem Salvatorplatz
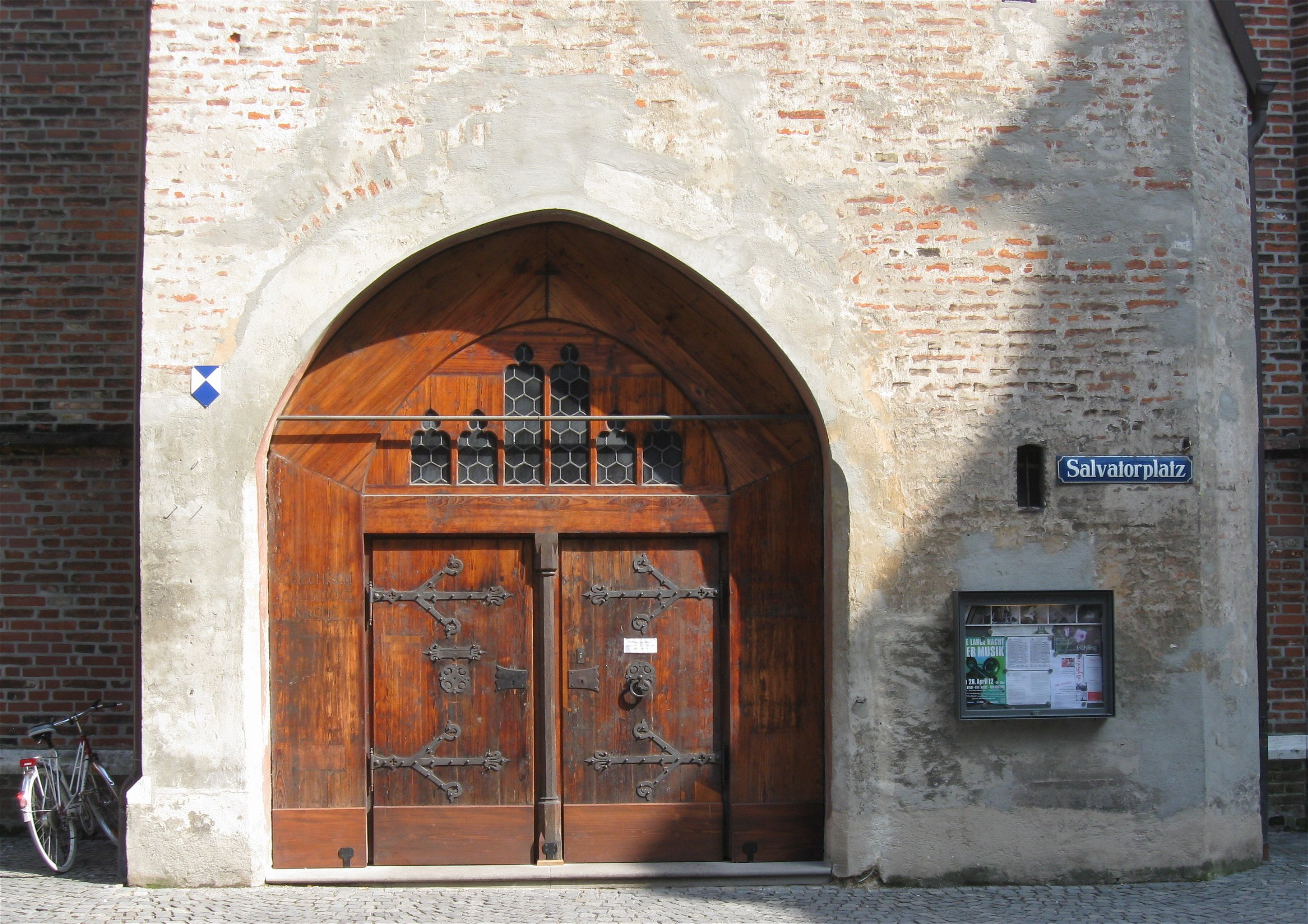
Salvatorstraße 17; Portal der Salvatorkirche, ehem. Friedhofskirche, seit 1829 Griechisch-orthodoxe Kirche
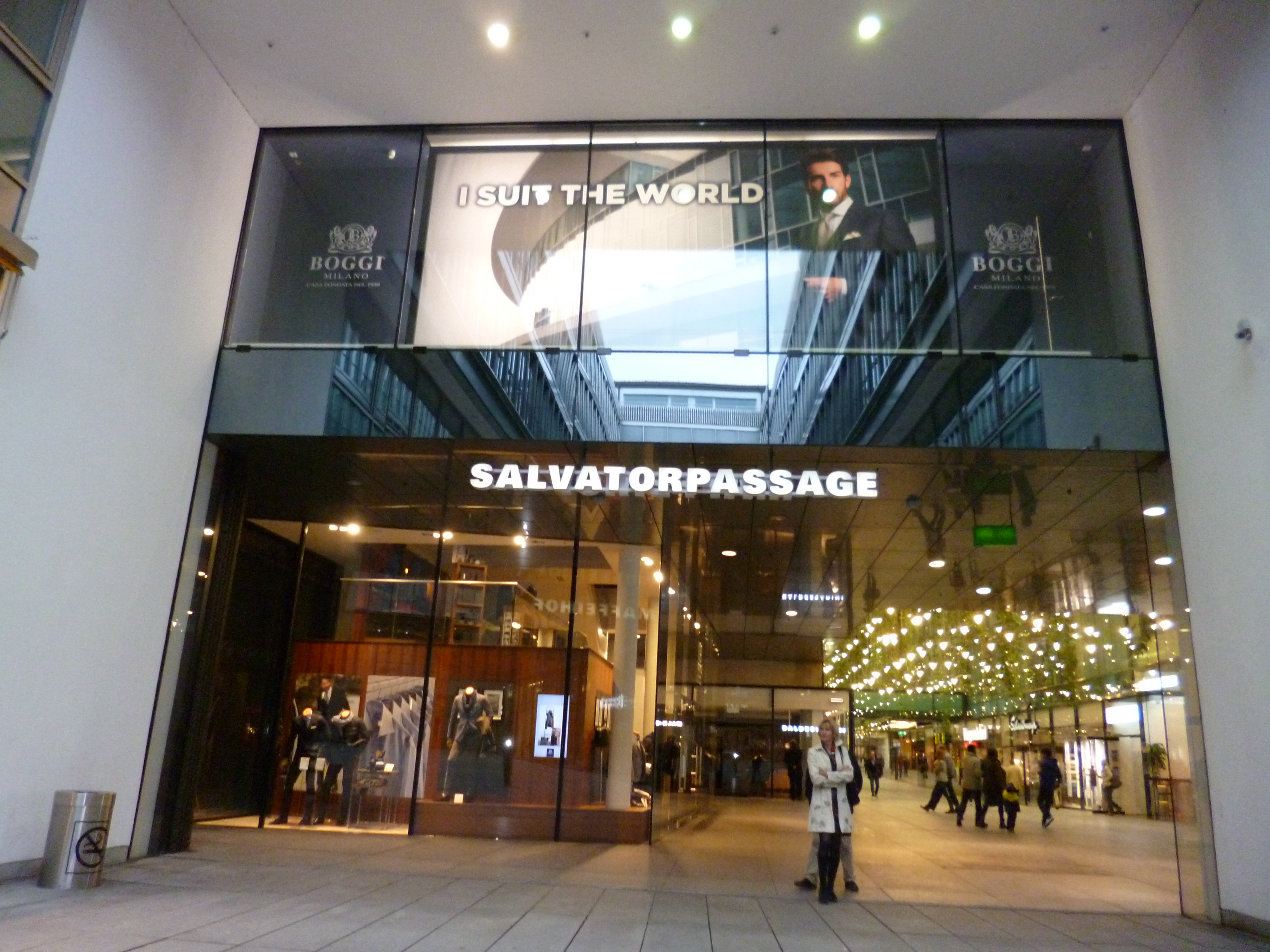
Die Salvatorpassage führt von der Salvatorstraße zu den Fünf Höfen
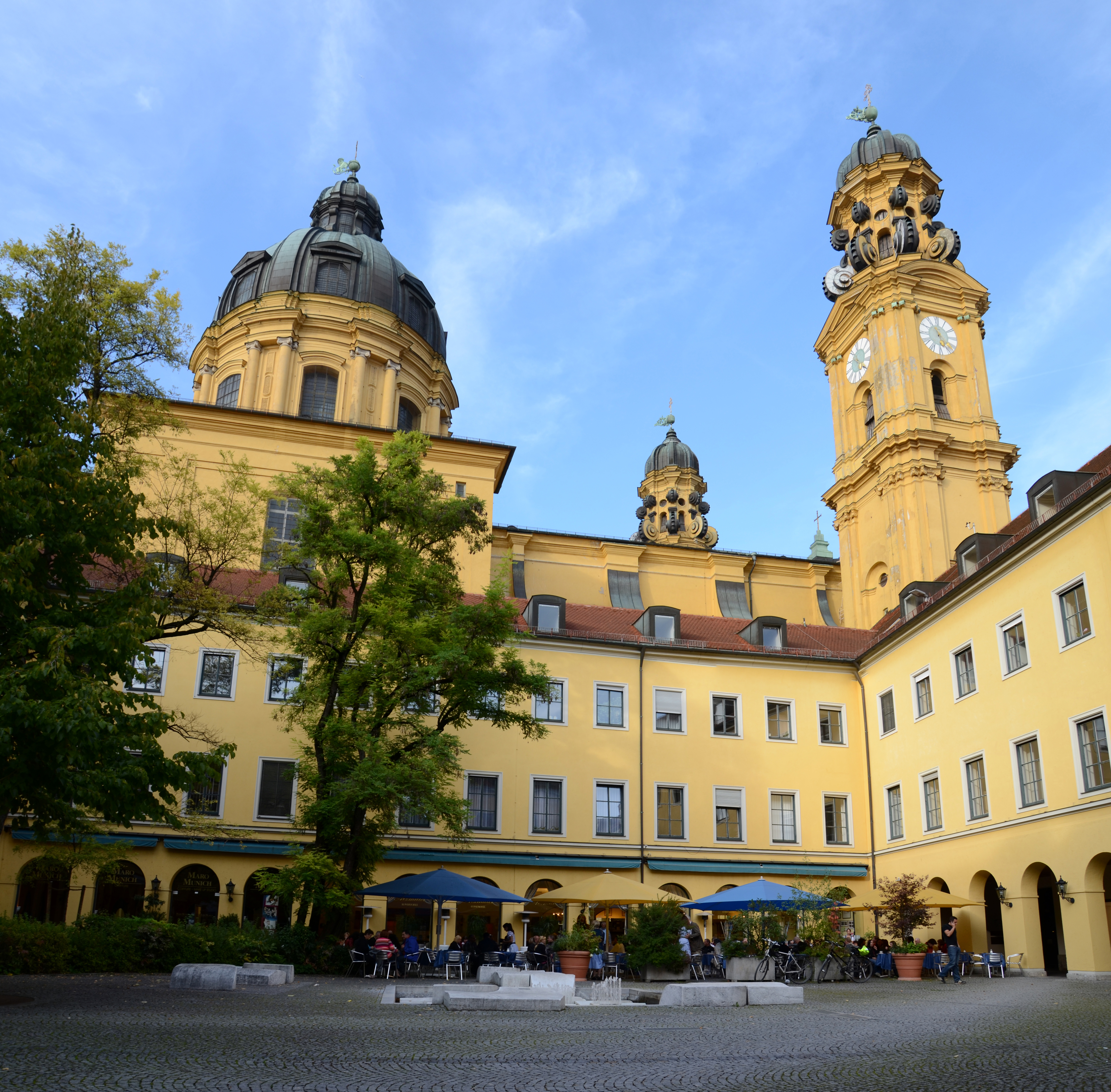
Theatinerhof